# کارسینوم سلول کوچک
کارسینوم سلول کوچک نوعی از سرطان به شدت بدخیم است که معمولاً در ریه رخ می‌دهد گرچه به ندرت در سایر نواحی بدن از جمله گردن، پروستات و دستگاه گوارش نیز می‌تواند رخ دهد. در مقایسه با کارسینوم سلول غیر کوچک، کارسینوم سلول کوچک، زمان دوبرابر شدن کوتاهتر، کسر رشد بالاتر و توسعه متاستاز زودتری دارد. مرحله شدید سرطان ریه سلول کوچک به عنوان یک اختلال نادر دسته‌بندی می‌شود. نرخ زنده ماندن ده ساله این بیماری ۳٫۵ درصد است.